# Manniophyton africanum
Espèce
Classification phylogénétique
Manniophyton africanum, synonyme de Manniophyton fulvum Müll. Arg. (nom accepté), est une espèce de plantes à fleurs de la famille des Euphorbiaceae.  C'est un arbuste présent en Afrique tropicale. 

## Description
Manniophyton africanum (Manniophyton fulvum) est un arbuste répandu en Afrique tropicale. On le retrouve principalement dans les forêts primaires et secondaires, mais aussi en bord de route, ou dans des endroits abandonnés. Cette plante a tendance à devenir envahissante dans les clairières de forêt et en forêt riveraine. On la retrouve notamment en Sierra Leone, au Soudan, en Angola, au Cameroun, en R.D. du Congo, en Guinée équatoriale et au Gabon. 
C'est une plante grimpante dioïque. Cet arbuste atteint généralement entre 30 et 40 mètres de long. La tige, d'un diamètre de 12 cm, renferme un jus rouge. Ses feuilles sont alternes et simples et ses stipules caduques. Les fleurs mâles sont gamopétales, et le tube de la corolle mesure de 4 à 6 mm de long et est blanc à vert jaunâtre, tandis que les fleurs femelles renferment des pétales 5 libres, de 5 à 6 mm x 4 à 5 mm d'un vert jaunâtre et à l'ovaire très poilu. Le fruit est une capsule de 1,8 à 2,5 mm x 2,8 à 3,3 mm, de couleur brune. Ses graines mesurent environ 1,5 cm de long, sont brillantes et de couleur brune.
En fonction de son lieu de colonisation, Manniophyton africanum fleurit de mai à août au Ghana, alors qu'au Cameroun, elle fleurit de novembre à décembre.

## Propriétés
Manniophyton africanum provoque des démangeaisons et des lésions lorsqu'elle entre en contact avec la peau. La poudre de racine séchée est également dangereuse puisqu'elle renferme un poison.

## Utilisation
- Vannerie : la fibre des tiges résistantes est utilisée dans la production de filets de chasse et de pêche, mais aussi de cordes et du fil
- Outillage : les outils agricoles sont habituellement liés avec de la corde produite à base de l'écorce interne de Manniophyton africanum
- Décoration d'intérieur : l'huile contenue dans les graines s'épaissit au contact de l'air et peut être utilisée comme peinture
- Alimentation : les graines se consomment cuites tandis que les feuilles sont réservées aux moutons et aux chèvres qui les broutent
- Médecine traditionnelle : la racine est utilisée comme analgésique, alors que la tige, l'écorce et la feuille traitent la diarrhée, les maux d'estomac, mais aussi la toux et la bronchite. Le jus rouge renfermé dans la tige serait hémostatique et est utilisé pour cicatriser les blessures, mais aussi pour traiter la dysenterie, les hémorroïdes ou encore la dysménorrhée. La tige, en décoction, s'utilise pour soigner la gonorrhée. Le jus de feuilles s'utilise en cas de problèmes cardiaques ou de caries.
- Auto-médication animale : les bonobos consommeraient les feuilles de Manniophyton africanum afin de se purger lorsque le temps est propice aux parasites.